# جيرار روسيت
جيرار روسيت (9 أبريل 1921 – 3 فبراير 2000) هو مبارز بالسيف فرنسي راحل، مثّل بلاده في الألعاب الأولمبية الصيفية 1952.

## روابط رياضية
جيرار روسيت على موقع اللجنة الأولمبية الدولية (الإنجليزية)
- جيرار روسيت على موقع أوليمبيديا (الإنجليزية)